# Perditorulus languidiscapus
Perditorulus languidiscapus är en stekelart som beskrevs av Christer Hansson 1996. Perditorulus languidiscapus ingår i släktet Perditorulus och familjen finglanssteklar. Inga underarter finns listade i Catalogue of Life.